# Kelempekia martensi
Kelempekia martensi är en mångfotingart som beskrevs av Pius Strasser 1974. Kelempekia martensi ingår i släktet Kelempekia och familjen knöldubbelfotingar. Inga underarter finns listade i Catalogue of Life.